# Elisabeth Hainburg
Elisabeth Hainburg († erste Hälfte des 14. Jahrhunderts) war eine Dominikanerin in St. Katharinental.

## Leben
Schon im 14. Jahrhundert galt Elisabeth Hainburg als identisch mit Elisabeth von Villingen. Herangezogen wurde deren Einzelvita als Quelle für die Kurzvita der Elsbeth Heinburgin im St. Katharinentaler Schwesternbuch.
Beide Namen werden im Totenrodel des Klosters genannt, hierbei scheint sich der zweimal erwähnte Name Elisabeth von Villingen auf zwei Schwestern zu beziehen. Die ältere Schwester wurde mit einer Vita gewürdigt. Die besondere Tugendhaftigkeit der Katharinentaler Nonne und ihr gnadenreiches Leben im Kloster ist Gegenstand beider Viten. Elisabeths Grab soll sich in der Kapelle des Klosterfriedhofs befunden haben.